# Arquitectura complementaria

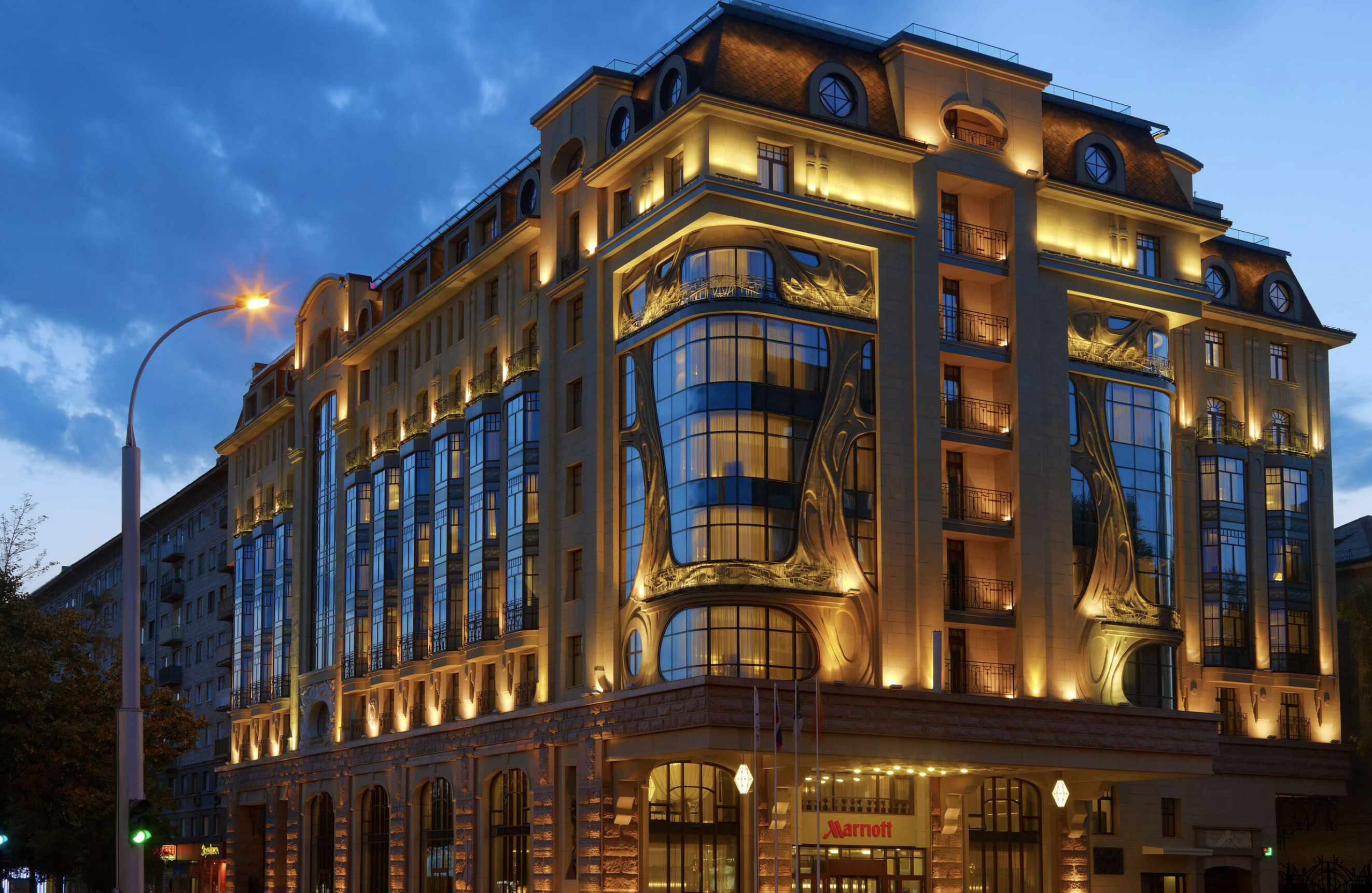
El hotel Marriott de Novosibirsk (Rusia).

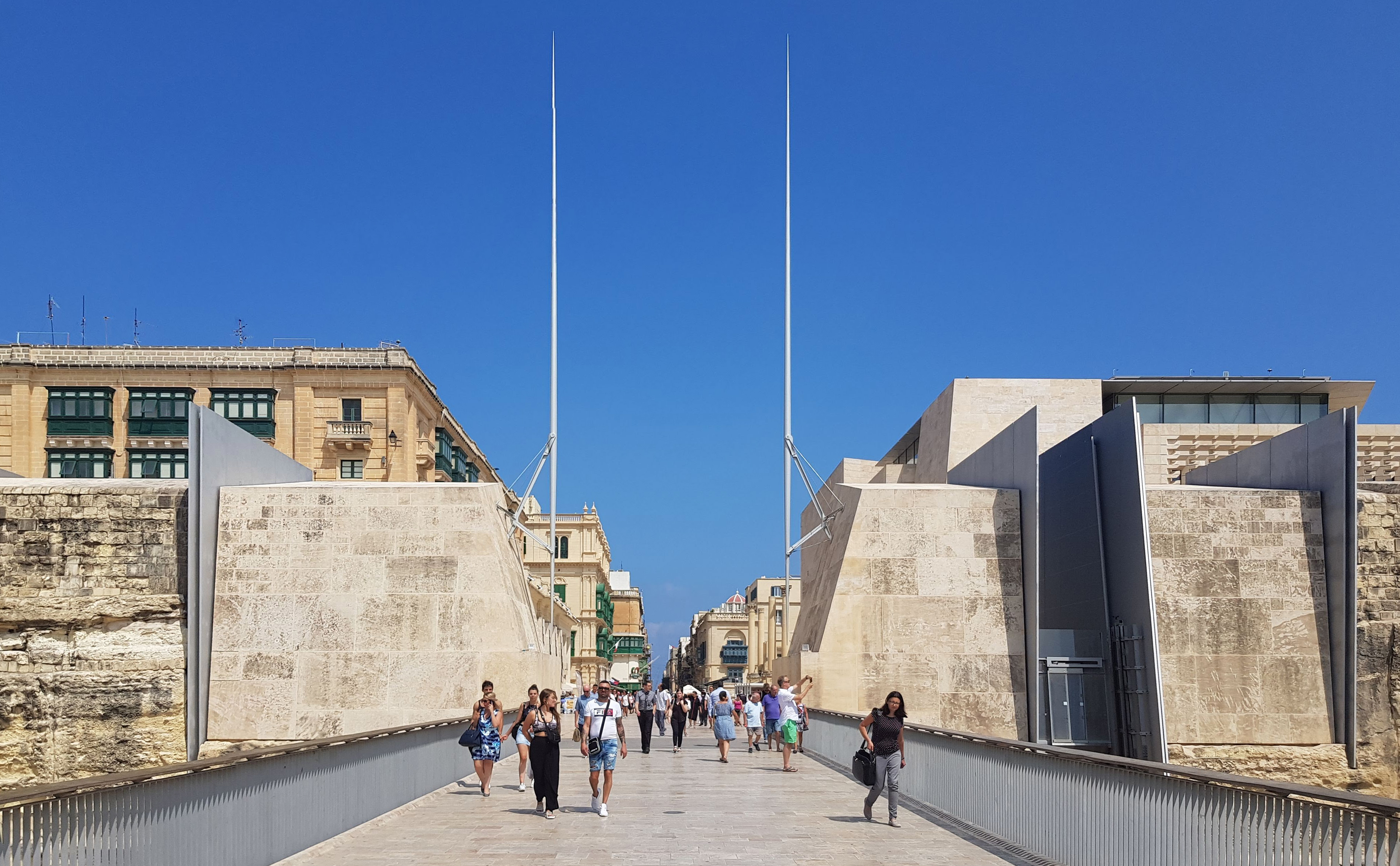
La Puerta de la Ciudad de La Valeta (Malta).

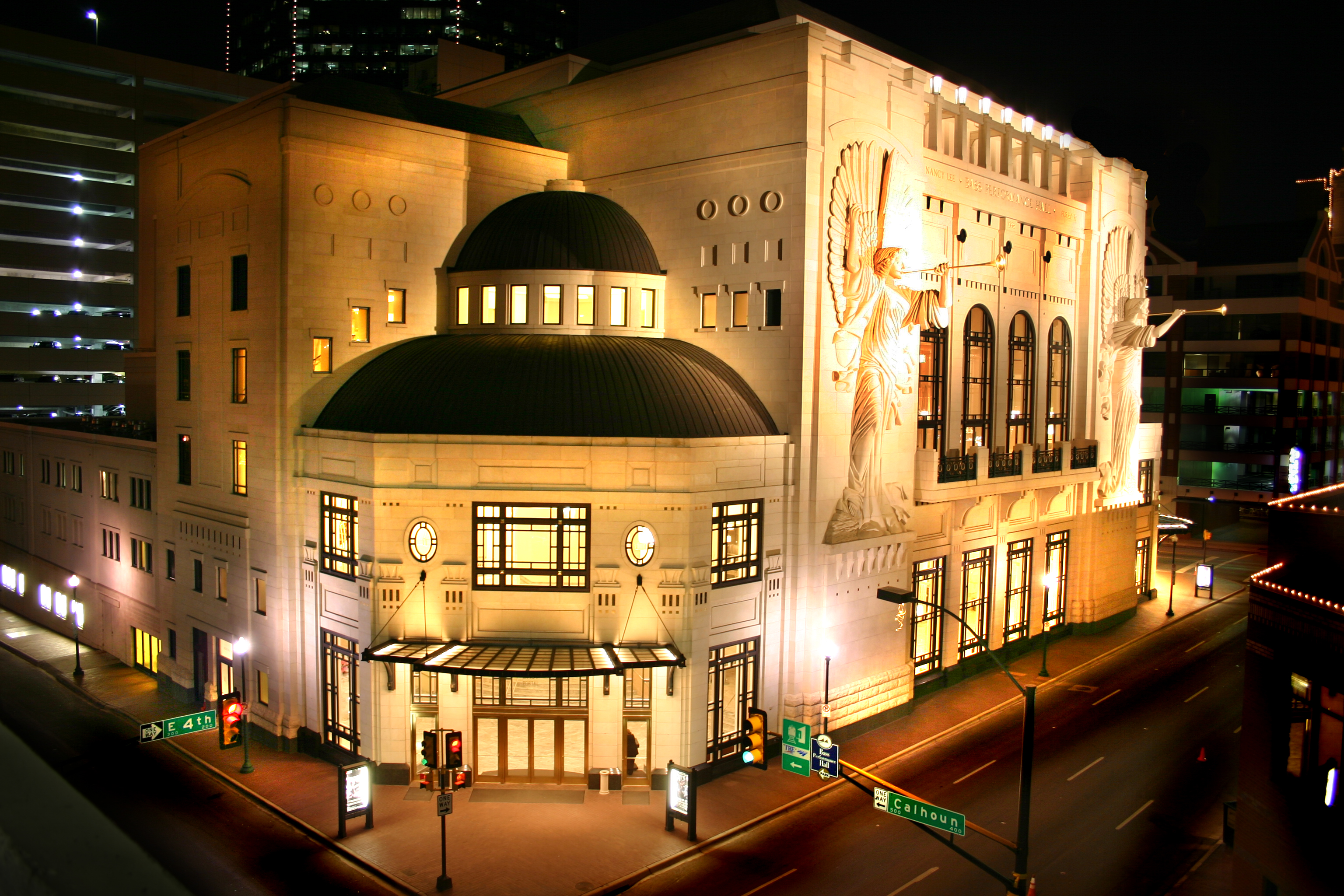
El Bass Performance Hall en Fort Worth (Texas).

La arquitectura complementaria es un movimiento arquitectónico contemporáneo que promueve una arquitectura basada en una comprensión profunda del contexto, con el objetivo de contribuir al entorno de una manera capaz de dar continuidad y mejorar o resaltar sus cualidades preexistentes. Las características indispensables de la arquitectura complementaria son la sostenibilidad, el altruismo, el contextualismo, el endemismo y la continuidad del lenguaje de diseño regional.
La palabra «complementaria» tiene su origen en el latín complementum, de complēre, literalmente «rellenar» o «completar», y se mantiene fiel a ese origen en su escritura y en su significado, que tiene que ver con completar o perfeccionar.
La arquitectura complementaria se produce en la intersección de los lenguajes de patrón y de diseño locales. Un lenguaje de patrón es un conjunto de reglas más o menos formalizadas de interacción humana con las formas construidas, que resultan de las soluciones prácticas desarrolladas a lo largo del tiempo de acuerdo con la cultura local y las condiciones naturales. En arquitectura, un lenguaje de diseño es un conjunto de estándares geométricos (formales) y materiales usados en edificios y otras estructuras fabricadas por el hombre, que tradicionalmente surgen a partir de los materiales locales y sus propiedades físicas.
La arquitectura complementaria interpreta la tríada vitruviana para su uso contemporáneo, transformando la durabilidad (firmitas) en aspectos más amplios de sostenibilidad, la utilidad (utilitas) en el altruismo y el servicio a la sociedad, y la belleza individual (venustas) en la armonía con un contexto más amplio, la identidad regional y el espíritu del lugar.

## La continuidad en arquitectura

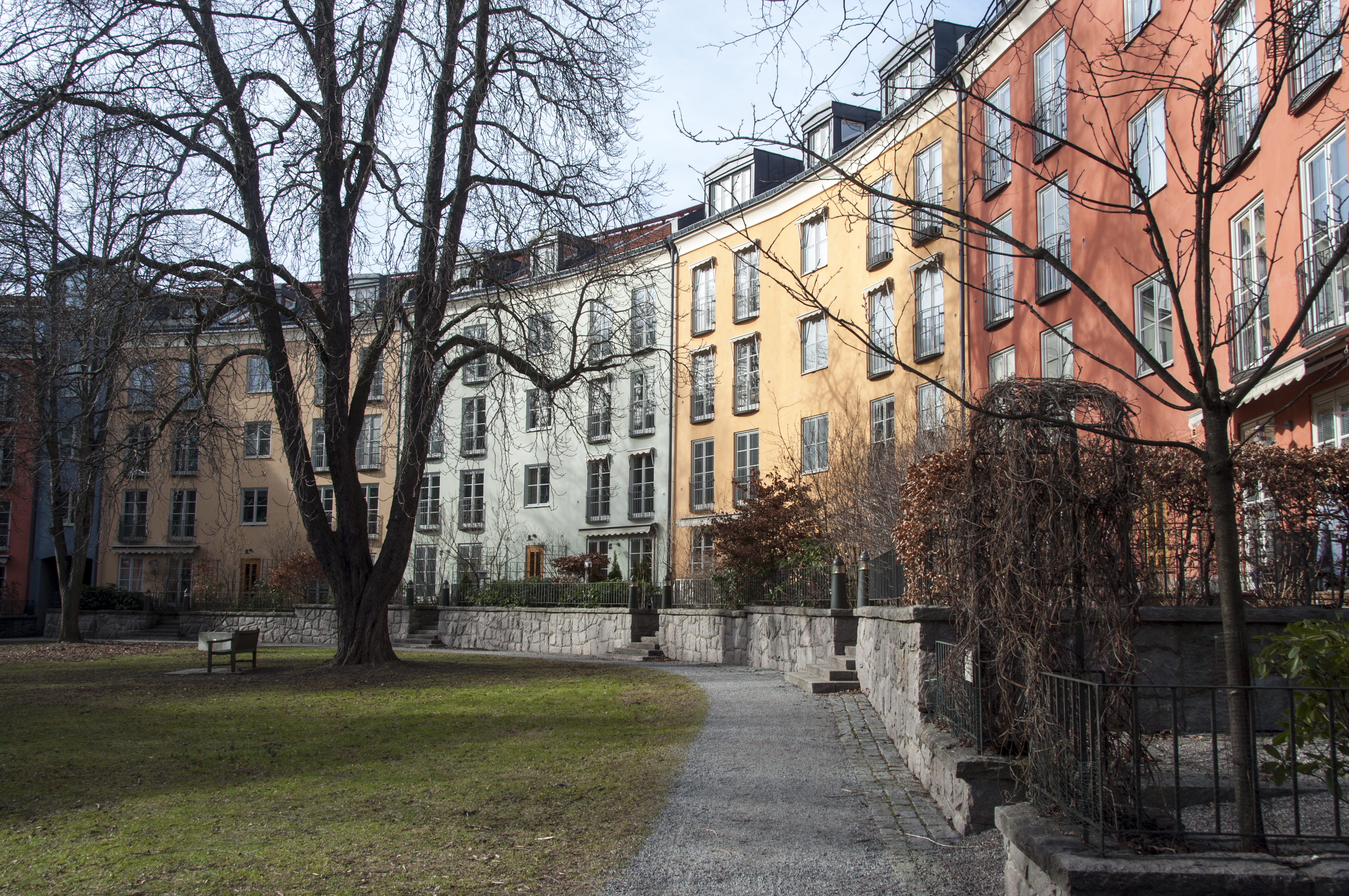
Un complejo residencial construido en Estocolmo en 1994.

Históricamente, los entornos construidos se han producido de una manera continua y evolutiva en lugar de a través de eventos revolucionarios individuales. La arquitectura complementaria implica un análisis sistemático de las técnicas tradicionales en el contexto de vibrantes entornos urbanos, con el objetivo de redescubrir soluciones sostenibles, estratificadas, equilibradas, adaptadas al contexto y apropiadas para el entorno en la actualidad.

## Aplicaciones

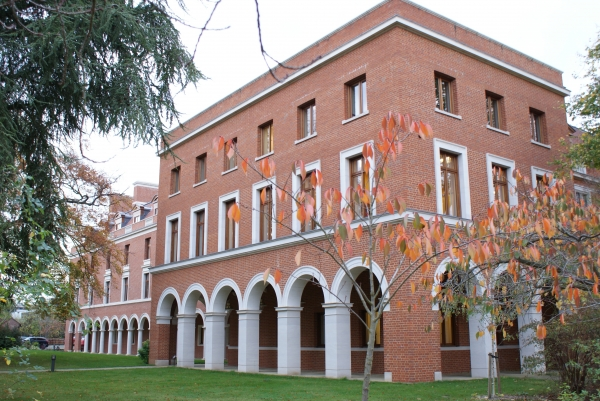
El Ann's Court Building en el Selwyn College de la Universidad de Cambridge.

Prácticamente la totalidad de la arquitectura tradicional y formal producida antes del siglo xx es arquitectura complementaria debido a las inherentes restricciones materiales y culturales, al igual que muchas obras inspiradas en algunos movimientos contemporáneos como la nueva arquitectura clásica, la arquitectura contextual, la arquitectura indígena, la arquitectura orgánica o el Nuevo urbanismo.
La metodología de la arquitectura complementaria es especialmente útil en desarrollos contemporáneos que penetran en un compacto tejido urbano histórico. El diseño complementario muestra respeto por su contexto arquitectónico, al mismo tiempo que introduce cuidadosamente elementos de diseño contemporáneos.

## Vistas críticas
El movimiento rechaza específicamente la tendencia de los arquitectos contemporáneos a construir edificios en lugar de ciudades, descuidando el hecho de que el valor de un edificio se encuentra en el conjunto arquitectónico en el que se integra, y considera que el contraste de la arquitectura moderna con la naturaleza o el contexto por deseos de innovación es egoísta e inevitablemente destructivo. Sus adherentes postulan que en el siglo xx el abandono de los elementos decorativos y las formas tradicionales se consideraba un signo de una nueva simplicidad, solidaridad y sacrificio por parte del lado socialista y convenientemente eficiente económicamente por parte del lado capitalista de la escena política, y, por extensión, que «prácticamente todos los edificios construidos antes del siglo xx eran bonitos» y que la cuestión de la belleza en la arquitectura contemporánea es simplemente una cuestión de «recuperar antiguas costumbres».